# Zoramia gilberti
Zoramia gilberti är en fiskart som först beskrevs av Jordan och Seale, 1905.  Zoramia gilberti ingår i släktet Zoramia och familjen Apogonidae. Inga underarter finns listade i Catalogue of Life.